# Théodore Bois de Mouzilly
Théodore Bois de Mouzilly est un homme politique français né le 19 juillet 1813 à Châteaulin (Finistère) et mort le 18 novembre 1864 à Marseille (Bouches-du-Rhône).

## Biographie
D'une riche famille originaire de l'Auvergne, Théodore Bois de Mouzilly épouse Louise Levesque des Varannes, fille de Pierre Louis Levesque des Varannes, officier de marine et maître des requêtes au Conseil d'État, et de Zoé Gault de La Galmandière.
Négociant, membre du conseil d'arrondissement de Châteaulin, il se présente comme candidat officiel, le 29 février 1852, et est élu député de la 4e circonscription du Finistère. Il obtient sa réélection le 22 juin 1857, puis le 1er juin 1863, faisant partie de la majorité dynastique. 
Il est fait chevalier de la Légion d'honneur en 1862.

## Sources
- « Théodore Bois de Mouzilly », dans Adolphe Robert et Gaston Cougny, Dictionnaire des parlementaires français, Edgar Bourloton, 1889-1891 [détail de l’édition]